# Korobowskoje (obwód wołogodzki)
Korobowskoje (ros. Коробовское) – wieś w Rosji, w rejonie wielikoustidzkim obwodu wołogodzkiego. W 2010 r. liczyła 2 mieszkańców.